# 愛仁 (道光進士)
愛仁，字靜山，烏齊格里氏，蒙古正紅旗人，清朝官員。
愛仁原名裴仁，又名同仁，道光六年（1826年）丙戌科進士。授工部主事，遷中允。後特授翰林院官職。